# Distritos de Brunéi
El sultanato de Brunéi está dividido en cuatro distritos llamados daerah, a su vez divididos en 38 provincias (mukims). Las provincias se subdividen en ciudades (kampong).

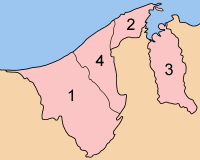
Distritos de Brunéi.

Las capitales se encuentran entre paréntesis.
1. Belait (Kuala Belait)
2. Brunéi y Muara (Bandar Seri Begawan)
3. Temburong (Bangar)
4. Tutong (Tutong)

- Datos: Q50427
- Multimedia: Districts of Brunei / Q50427